# Linzer Stadion
Das Linzer Stadion, nach seiner Lage auf der gleichnamigen Anhöhe auch Gugl genannt, war das größte Sportstadion der österreichischen Stadt Linz im Bundesland Oberösterreich. Das Fußballstadion mit Leichtathletikanlage wurde von den Fußballvereinen FC Blau-Weiß Linz und LASK genutzt. Außerdem fand hier von 1988 bis 2008 jährlich die Leichtathletikveranstaltung Gugl-Meeting statt. Anfang 2021 begann der Abriss der alten Spielstätte zum Umbau in ein Fußballstadion ohne Leichtathletikanlage namens Raiffeisen Arena mit 19.080 Plätzen. Kurz zuvor erhielt der LASK die Baubewilligung. Diese ist aber mit etwa 30 Auflagen verbunden.

## Geschichte
Die Sportstätte wurde am 28. Juni 1952 auf dem Gelände der ehemaligen Froschberg-Ziegelei eröffnet und wurde immer wieder großzügig adaptiert. In der Variante mit reinen Sitzplätzen (UEFA-Fußballspiele, Leichtathletikveranstaltungen etc.) bot es etwa 13.300 Personen Platz. Die maximale Kapazität mit Sitz- und Stehplätzen betrug 21.005 Zuschauer.
Die Anlage wurde von 2010 bis 2012 renoviert bzw. umgebaut. Die Umbauarbeiten umfassten den Außenbereich, Vorplatz-Stehplätze und Kassen, Imbiss-Bereich, Toiletten, neue Fluchtwege, die Sanierung des Daches und der Betonstufen. Die alte Anzeigentafel wurde bereits durch zwei neue Videowalls ersetzt. Nach Abschluss der Umbauarbeiten 2012 verfügte das Gugl-Oval in der max. Sitz/Stehplatz-Variante über ca. 21.005 Zuschauer Platz. Der V.I.P.-Raum bietet Platz für 150 Gäste. Bei Open-Air-Veranstaltungen mit Rasenbenutzung waren 31.000 Plätze verfügbar. Das Stadion besaß eine Rasenheizung.
Nach vierjähriger Pause wurde das Gugl-Leichtathletik-Meeting 2012 unter dem Namen „Gugl Games“ wieder durchgeführt. Die Veranstaltung für 2015 musste aus finanziellen Gründen abgesagt werden.
Nachdem der LASK seine Heimspiele zuletzt in der Raiffeisen Arena in Pasching austrug, ist der Klub am 24. Februar 2023 in die neugebaute Raiffeisen-Arena nach Linz zurückgekehrt. Der FC Blau-Weiß Linz bezog zur Saison 2023/24 das auf dem Boden des Donauparkstadions, neuerrichtete Hofmann Personal Stadion. Der LASK erhält für 80 Jahre das alleinige Verfügungsrecht für das Linzer Stadion.

## Raiffeisen Arena
Ab 2021 erfolgte ein kompletter Neubau. Am 24. Februar 2023 wurde das Stadion mit dem Spiel LASK gegen den SC Austria Lustenau (1:0) eingeweiht.